# Katedrala u Saltu
Katedrala sv. Ivana Krstitelja u Saltu (špa. Catedral Basílica de San Juan Bautista) je stolna crkva Saltske biskupije Katoličke Crkve u Urugvaju.
Izgrađena je 1889. prema nacrtima arhitekta salezijanca Ernesta Vespignanija u stilu eklekticizma s baroknim pokrovom (fasadom).
Posvećena je sv. Ivanu Krstitelju, posljednjem proroku Novoga zavjeta. U unutrašnjosti katedrale nalazi se nekoliko slika slikara Josea Zorrille de San Martína i nekoliko kipova Krista od bronce kipara Edmunda Prattia.
9. svibnja 1988. papa Ivan Pavao II. je prilikom svog drugog pastoralnog posjeta Urugvaju posjetio i katedralu te se u njoj kratko i pomolio.
8. travnja 1997. katedrala je proglašena manjom bazilikom.

## Vanjske poveznice
- Biskupija Salto - službena mrežna mjesta  Arhivirana inačica izvorne stranice od 27. lipnja 2016. (Wayback Machine) (šp.)
- Panoramio.com - slike katedrale  Arhivirana inačica izvorne stranice od 3. ožujka 2016. (Wayback Machine) (engl.)

|  | Zajednički poslužitelj ima još gradiva o temi Katedrala u Saltu |